# Santa María del Berrocal
Santa María del Berrocal és un municipi de la província d'Àvila, a la comunitat autònoma de Castella i Lleó. Comprèn les pedanies de Navahermosa de Corneja i Valdemolinos.

## Demografia
| 1991 | 1996 | 2001 | 2004 |
| ---- | ---- | ---- | ---- |
| 712  | 581  | 546  | 521  |